# Thái Hòa
Thái Hòa est une ville de la Province de Nghệ An dans la côte centrale du Nord  au Viêt Nam. 

## Géographie
La superficie de la ville est de 135 km2. 